# Курляндская, Галина Владимировна
Гали́на Влади́мировна Курля́ндская (род. 30 января 1961) — российский физик, доктор физико-математических наук, профессор Уральского государственного университета имени А. М. Горького (УрГУ) и Университета Страны Басков, специалист в области физики магнитных явлений.

## Биография
В 1983 году окончила физический факультет Уральского государственного университета имени А. М. Горького. С 1984 по 1996 — научный сотрудник Института физики металлов УрО РАН (до 1992 — в лаборатории физического металловедения), одновременно с этим — в Институте физики и прикладной математики УрГУ (отдел магнетизма твердых тел). В 1990 защитила кандидатскую диссертацию, в которой исследована дислокационная структура и магнитные свойства FeSi монокристаллов кремния и FeSi сталей в процессе термомеханической обработки.
С конца 1990-х годов активно сотрудничает с университетами Испании. С 1998 по 2001 и с 2004 года — приглашенный профессор факультета электрофизики и электроники Университета Страны Басков, с 2001 по 2004 — приглашенный профессор физического факультета Университета Овьедо. В 2007 году защитила докторскую диссертацию на тему: «Гигантский магнитный импеданс и его связь с магнитной анизотропией и процессами намагничивания ферромагнитных структур».

## Исследовательская работа
Основные труды по физике магнитных явлений, методам дефектоскопии, магнитным свойствам биоматериалов, микроволновым свойствам магнитных материалов, проектированию устройств с нанокомпонентами, в том числе созданию нового поколения магнитных датчиков. Г. В. Курляндская — известный специалист по изучению гигантского магнитоимпедансного эффекта.
Наладила сотрудничество между Университетом Овьедо (Испания), Уральским государственным университетом (Россия), Университетом штата Мэриленд (США), Cabot Corporation и Университетм Буэнос-Айреса (Аргентина) в области создания прототипов медицинских приборов нового поколения на основе наноструктурированных материалов и наночастиц. Неоднократно выступала с докладами и лекциями на международных конгрессах, симпозиумах, конференциях и научных школах в России, Испании, Франции, Германии, США. Член оргкомитетов многих международных конференций.
Член IEEE. Член диссертационных советов Университета Страны Басков. Член редколлегии научного журнала «Sensor Letters» (American Scientific Publishers, USA), также рецензирует статьи в пятнадцати международных журналах.

## Преподавательская работа
Г. В. Курляндская разработала и читает в УрГУ и Университете Страны Басков общие курсы по магнетизму, магнитным свойствам биоматериалов, магнитным жидкостям, методам физических измерений, созданию магнитных датчиков и магнитных биодатчиков, работающих как на принципе детектирования магнитных меток, так и на основе безмаркерного детектирования. Имеет специальные работы по методике преподавания физических дисциплин в вузе. Руководит магистрантами и аспирантами в России и Испании.
Под её руководством защищена 1 кандидатская диссертационная работа в УрГУ (С. О. Волчков) и одна работа PhD в Университете Овьедо (В. Фал Мияр).

## Основные труды
- G. V. Kurlyandskaya, D. de Cos, S.O. Volchkov Magnetosensitive Transducers for Nondestructive Testing Operating on the Basis of the Giant Magnetoimpedance Effect: A Review, Russian Journal of Non-destructive testing, Vol. 45, N.6, 2009, 377—398.
- G. V. Kurlyandskaya. Giant Magnetoimpedance for sensor applictions // Encyclopedia of Sensors / Ed. by Grimes C. A., Dickey E. C. and Pishko M. V.: American Scientific Publishers, 2006. — V.4.
- B. Hernando, P. Gorria, M. L. Sánchez, V. M. Prida, G. V. Kurlyandskaya. Magnetoimpedance in nancrystalline alloys // Encyclopedia of Nanotechnology: American Scientific Publishers. — 2004. — V.4.
- G. V. Kurlyandskaya, V. M. Prida, B. Hernando, J. D. Santos, M. L. Sánchez, M. Tejedor. GMI sensitive element based on commercial Vitrovac amorphous ribbon // Sensors and Actuators A. — 2004. — V. 110.
- G. V. Kurlyandskaya, A. García-Arribas, J. M. Barandiaran. Advantages of non-linear giant magnetoimpedance for sensor applications // Sensors and Actuators A. — 2003. — V. 106.
- G. V. Kurlyandskaya, M. Vázquez, E. A. Sinnecker, A. P. Zhukov, J. P. Sinnecker, A. Hernando, M. El Ghannami. Influence of various heat treatments on giant magneto-impedance effect in nanocrystalline FeSiBNbCu ribbons // Text. Microstr. — 1999. — V. 32.
- H. Hammer, G. V. Kurlyandskaya. Colloid-SEM method for domain structure observation in magnetic tapes and cards// Phys. Met. — Metall.2001. — V. 92, Suppl. 1.
- J. L. Muñoz, G. V. Kurlyandskaya, J. M. Barandiarán, A. P. Potapov, V. A. Lukshina, M. Vázquez. Anisotropy distribution and magnetoimpedance in stress annealed nanocrystalline and amorphous ribbons// Phys. Met. Metall. — 2001. — V. 91, Supl. 1.
- E. Kisker, G. V. Kurlyandskaya, H. P. Yakabchuk, V. O. Vas´kovskiy, N. G. Bebenin. High harmonics generation in electroplated FeNi wire showing giant magnetoimpedance// Phys. Met. Metall. — 2001. — V. 91, Supl. 1.
- G. V. Kurlyandskaya, V. Fal Miyar. Surface Modified Amorphous Ribbon Based Magnetoimpedance Biosensor// Biosensors & Bioelectronics. — 2007. — V. 9-10.
- G. V. Kurlyandskaya, V. I. Levit. Advanced Materials for Drug delivery and Biosensors based on Magnetic Label Detection // Materials Sci. and Eng. C. — 2006. — V. 3.
- G. V. Kurlyandskaya, V. I. Levit. Magnetic Dynabeads detection by sensitive element based on giant magnetoimpedance // Biosensors & Bioelectronics. — 2005. — V. 20.
- G. V Kurlyandskaya, M. L. Sánchez, B. Hernando, P. Gorria, V. M. Prida, M. Tejedor. Giant-magnetoimpedance-based sensitive element as a model for biosensors // Appl. Phys. Lett. — 2003. — V. 82.
- V. M. Prida, P. Gorria, G. V. Kurlyandskaya, M. L. Sánchez, B. Hernando, M. Tejedor. Magnetoimpedance effect in nanostructured soft ferromagnetic alloys // Nanotechnology. — 2003. — V. 14.
- J. L. Muñoz, J. M. Barandiarán, G. V. Kurlyandskaya, A. GarcíaArribas. Magnetoimpedance simulations in wire and tubes // J. Magn. Magn. Mater. — 2002. — V. 249.